# San José de Pare
San José de Pare – miasto w Kolumbii, w departamencie Boyacá.